# Svinø Sogn
Svinø Sogn 
(bis 1. Oktober 2010: Svinø Kirkedistrikt  (dt.: Kirchenbezirk) im Køng Sogn)
ist eine Kirchspielsgemeinde (dän.: Sogn)
im Süden der Insel Sjælland im südlichen Dänemark.
Im Kirchspiel leben 207 Einwohner (Stand: 1. Januar 2023).
Im Kirchspiel liegt die Kirche „Svinø Kirke“.

## Geschichte
Bis 1970 gehörte Køng Sogn zur Harde Hammer Herred im damaligen Præstø Amt, danach zur Vordingborg Kommune im Storstrøms Amt, die im Zuge der  Kommunalreform zum 1. Januar 2007 in der „neuen“ Vordingborg Kommune in der Region Sjælland aufgegangen ist.